# André Du Laurens
André Du Laurens (n. en Arlés, 1558-6 de agosto de 1609), fue un médico francés que ejerció en Montpellier y que llegó a ser el facultativo del rey Enrique IV. 

## Biografía
André Du Laurens —escrito a veces, Dulaurens— era hijo de Louis du Laurens, médico de Arlés (nacido en Chambéry) y de Louise de Castellan (nacida en Riez). Su familia, ilustre y rica, era conocida en la región provenzal. Sus hermanos ocuparon altos cargos religiosos.
André Du Laurens estudió Medicina en Aviñón. En 1583, logró el doctorado en la Universidad de Montpellier, y prosiguió sus indagaciones anatómicas. En esta institución, sucederá al médico Laurent Joubert. Por entonces, la duquesa de Uzès le nombró su médico particular. Introducido por esa vía en la corte real en 1600, Du Laurens llegará a ser facultativo del rey Enrique IV de Francia.
Su obra es sobre todo la de un recopilador y vulgarizador. Du Laurens quiere ser útil y quiere seducir a las mentes curiosas con una ciencia médica muy despojada de erudición.
Hoy se le recuerda, desde el estudio de Jean Starobinski, por su Discurso de las enfermedades melancólicas, 1594, libro divulgador y solo a veces pintoresco, que se sitúa entre los textos notables dedicados a la tristeza, escritos entre finales del siglo XVI y principios del siglo XVII, que culminaron con la Anatomía de la Melancolía de Robert Burton.
Esta obra de Du Laurens, estudiada exhaustivamente desde hace poco, se tradujo al castellano en 2011, editada por la AEN. Apareció un año antes de ser editada en Francia, en 2012 (la anterior edición era la de 1594).
De todos modos .

## Obras
- Historia anatomica.
- Apologia pro Galeno.
- Admonitio ad Simonem Petræum.
- De crisibus libri tres.
- Discours de la conservation de la veue: des maladies melancholiques, des catarrhes, 1594, que incluye el discurso central: De las enfermedades melancólicas (tr., Madrid, Asociación Española de Neuropsiquiatría, 2011 ISBN 978-84-95287-57-1).
- Opera omnia anatomica et medica, Fráncfort, 1627.